# Клатч

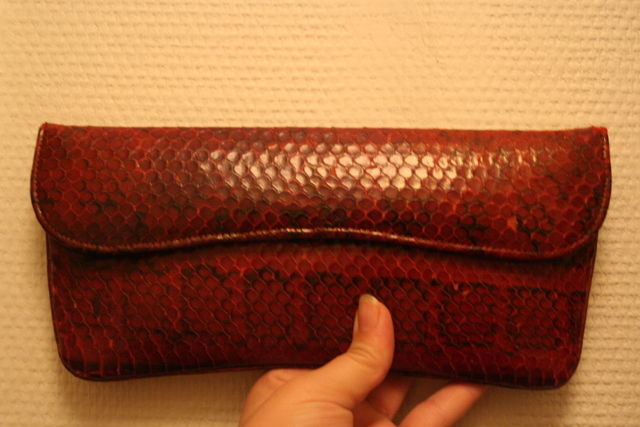
Вінтажний клатч зі зміїної шкіри

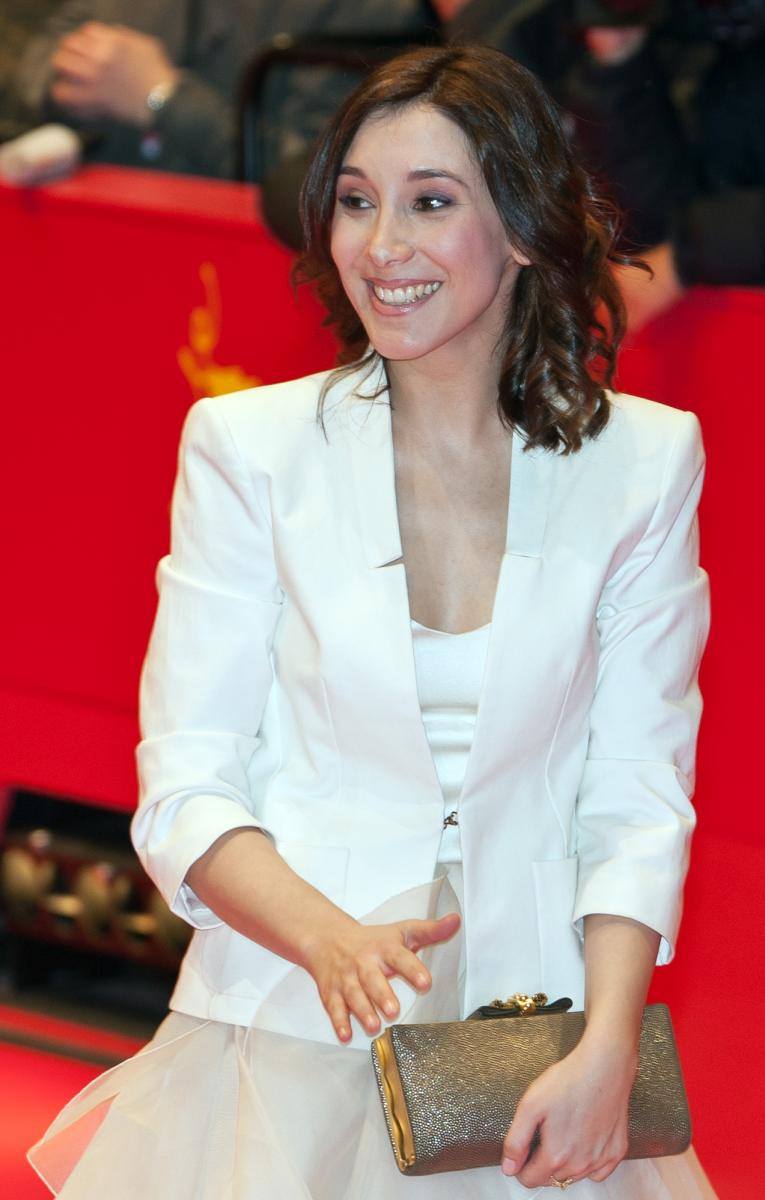
Актриса Сібель Кекіллі з клатчем в руці. (Берлінський кінофестиваль, 2012 рік)

Клатч, або клач (англ. clutch — схопити) — маленька елегантна сумочка-конверт. У клатча може бути маленька ручка, але не ремінець, та зазвичай його носять під пахвою або обхопивши долонею. Виготовляється з високоякісних матеріалів (наприклад, крокодилової або зміїної шкіри), прикрашається золотом, перлами, стразами і пір'ям .

## Історія
Особливо популярним клатч був у 1920-1930-их роках.
Після Другої світової війни клатч відродив до життя Крістіан Діор.
В останні роки клатч знову став модним.

## Опис
Сьогодні клатч вже не є винятковою прерогативою вечірніх аксесуарів. Клатчі носять вдень, поєднуючи їх як з сукнями та спідницями, так і з штанами і джинсами. Найчастіше це клатчі, які значно збільшилися в розмірах і часом мають параметри середньої сумки. Але, незважаючи на це, їх як і раніше носять у руці, притиснувши до боку і підпираючи долонею дно. Раніше цей аксессуар позиціонувався з суто жіночим гардеробом, але в останній час можна зустріти безліч чоловічих моделей. Виготовляються «буденні» клатчі з натуральної та штучної шкіри, різних тканин і навіть м'якого прозорого пластику.
Але і класичні маленькі вечірні клатчі не збираються втрачати свої позиції. З сезону на сезон дизайнери пропонують все нові види клатчів. Для декорування використовують самоцвіти й напівкоштовні камені, стрази, бісер, намистини, кришталь, пір'я, стрічки, а також всілякі металеві елементи.